# 増本淳
増本 淳（ますもと じゅん、1976年 - ）は、おもにテレビドラマと映画作品を手掛ける日本のプロデューサー、脚本家。元フジテレビジョン社員。

## 来歴
千葉県出身で静岡県立静岡高等学校、早稲田大学理工学部を卒業後、2000年にフジテレビへ入社する。演出補、プロデューサー補を経て、2002年に『オカンは宇宙を支配する』で初プロデュースを担当し、2007年に『はだしのゲン』を初めてテレビドラマ化する。早稲田大学など外部講師。
2013年6月27日付でドラマ制作センターから部に改組主任兼プロデューサー。2015年1月から編成制作局編成部主任となり、2018年に『劇場版コード・ブルー』の製作で藤本賞奨励賞を受賞する。2019年1月8日付で退職してフリーランスのプロデューサー兼脚本家として活動する。

## 担当作品

### フジテレビ

#### プロデュース
- フジテレビヤングシナリオ大賞『オカンは宇宙を支配する』（2002年）
- 白い巨塔（2003年 - 2004年、アソシエイトプロデューサー）
- 救命病棟24時
  - スペシャル（2005年）
  - 第3シリーズ（2005年）
  - アナザーストーリー（2005年）
- ディビジョン1『1242kHz こちらニッポン放送』（2005年）
- Dr.コトー診療所2006（2006年）
- 千の風になって『はだしのゲン』（2007年）
- コード・ブルー -ドクターヘリ緊急救命-（2008年）
  - 2nd season（2010年）
  - 3rd season（2017年）
- ニュース速報は流れた（2009年）
- 大切なことはすべて君が教えてくれた（2011年）
- リッチマン、プアウーマン（2012年）
  - リッチマン、プアウーマン in ニューヨーク（2013年4月1日）
- Oh,My Dad!!（2013年）

#### 編成企画
- ゴーストライター（2015年1月期）
- 天才探偵ミタライ〜難解事件ファイル「傘を折る女」〜（2015年3月7日）
- それでも僕は君が好き（2015年9月29日 - 10月2日）
- 世にも奇妙な物語（2015年11月21日）
- 土曜ワイド『医療捜査官 財前一二三 6』（2019年2月16日[4]）

#### 編成
人気者から学べ そこホメ!?（2016年4月26日 - 2016年7月）

#### 演出補
救命病棟24時第2シリーズ（2001年）

#### プロデュース補
- ビッグマネー!〜浮世の沙汰は株しだい〜（2002年）
- 天才柳沢教授の生活（2002年）

### フリーランス
- THE DAYS（2023年、Netflix） - 企画・脚本・プロデュース
- フロントライン（2025年） - 企画・脚本・プロデュース